# Lilian Gibbs
Lilian Suzette Gibbs (1870 - 1925) va ser una botànica britànica que va treballar per al Museu Britànic a Londres. Va ser la primera dona i la primera botànica a ascendir al Mont Kinabalu el mes de febrer de 2010. Gibbs va recollir moltes plantes noves per als científics, algunes de les quals van ser anomenades en honor seu (per exemple, Racemobambos gibbsiae o Miss Gibbs' Bamboo).